# アラン・クラーク (オランダの歌手)
アラン･クラーク（Alain Clark, 1979年6月4日- ）は、オランダ出身のシンガーソングライターである。
2004年にデビュー、音楽性としてはソウルを基調としたポップ、R&Bを特徴とする。
歌手活動のほかに、2018年には児童書 "Kat En Vis"を発表した。

## ディスコグラフィー

### オリジナル・アルバム
- Alain Clark (2004年)
- 『リヴ・イット・アウト』 Live It Out (2007年、2009年に日本盤を発売)
- Colorblind (2010年)
- Generation Love Revival (2012年)
- Walk With Me (2014年)
- Bad Therapy (2017年)
- Sunday Afternoon (2020年)